# 第78回天皇杯全日本サッカー選手権大会
第78回天皇杯全日本サッカー選手権大会（だい78かいてんのうはいぜんにほんサッカーせんしゅけんたいかい）は、1998年（平成10年）11月29日から1999年（平成11年）1月1日まで開かれた天皇杯全日本サッカー選手権大会である。

## 概要
Jリーグ所属の全18クラブ、ジャパンフットボールリーグ（旧JFL）所属クラブのうち予選が免除された11クラブに加え、関東（4校）・関西（2校）の大学チーム代表と、各都道府県から予選を勝ち上がった47チーム、あわせて前回大会より1チーム増の82チームが本大会に出場した。
参加全82チームのうち、都道府県代表、大学代表、JFL代表の64チームが1回戦から出場、Jリーグクラブについては、同年の1stステージで15―18位だった4クラブ（京都パープルサンガ、コンサドーレ札幌、ヴィッセル神戸、アビスパ福岡）が2回戦、それ以外のJリーグ14クラブが3回戦からそれぞれシードされた。
1998年シーズン限りで横浜マリノス（合併後に横浜F・マリノスに改称）に吸収合併された横浜フリューゲルス（横浜F）が決勝で清水エスパルスを下し、クラブ最後の大会で優勝した。

## 出場チーム

### Jリーグ
| - コンサドーレ札幌（18回目） - 鹿島アントラーズ（15回目） - 浦和レッドダイヤモンズ（34回目） - ジェフユナイテッド市原（34回目） - 柏レイソル（31回目） - ヴェルディ川崎（24回目） - 横浜マリノス（21回目） - 横浜フリューゲルス（13回目） - ベルマーレ平塚（27回目） | - 清水エスパルス（7回目） - ジュビロ磐田（22回目） - 名古屋グランパスエイト（22回目） - 京都パープルサンガ（16回目） - ガンバ大阪（18回目） - セレッソ大阪（30回目） - ヴィッセル神戸（12回目） - サンフレッチェ広島（47回目） - アビスパ福岡（7回目） |

### ジャパンフットボールリーグ
- ブランメル仙台（5回目）
- モンテディオ山形（7回目）
- 東京ガス（5回目）
- 川崎フロンターレ（15回目）
- ヴァンフォーレ甲府（7回目）
- アルビレックス新潟（7回目）
- 本田技研（23回目）
- デンソー（6回目）
- 大塚FCヴォルティス徳島（10回目）
- サガン鳥栖（7回目）[1]
- 大分フットボールクラブ（3回目）

### 関東大学
- 筑波大学（18回目）
- 中央大学（17回目）
- 国士舘大学（11回目）
- 駒澤大学（7回目）

### 関西学生
- 関西大学（10回目）
- 立命館大学（2回目）

### 都道府県代表
| - 北海道 道都大学（初出場） - 青森県 アステール青森FC（2回目） - 岩手県 新日鐵釜石（5回目） - 宮城県 ソニー仙台（2回目） - 秋田県 TDK（6回目） - 山形県 日本大学山形高校（初出場） - 福島県 FCプリメーロ（2回目） - 茨城県 水戸ホーリーホック（3回目） - 栃木県 栃木SC（初出場） - 群馬県 前橋育英高校（初出場） - 埼玉県 大宮アルディージャ（4回目） - 千葉県 順天堂大学（7回目） - 東京都 明治大学（10回目） - 神奈川県 東海大学（4回目） - 山梨県 韮崎アストロス（4回目） - 長野県 上田ジェンシャン（3回目） - 新潟県 新潟蹴友会（初出場） - 富山県 YKK（8回目） - 石川県 テイヘンズFC（5回目） - 福井県 福井教員（2回目） - 静岡県 静岡産業大学（初出場） - 愛知県 中京大学（2回目） - 三重県 松下電工伊賀上野（初出場） - 岐阜県 岐阜工業高校（初出場） | - 滋賀県 甲賀クラブ（初出場） - 京都府 教育研究社FC（2回目） - 大阪府 阪南大学（4回目） - 兵庫県 関西学院大学（14回目） - 奈良県 天理大学（2回目） - 和歌山県 初芝橋本高校（2回目） - 鳥取県 SC鳥取（2回目） - 島根県 石見FC（2回目） - 岡山県 三菱自工水島（4回目） - 広島県 福山大学（初出場） - 山口県 徳山大学（初出場） - 香川県 香川紫雲FC（3回目） - 徳島県 徳島市立高校（初出場） - 愛媛県 帝人（19回目） - 高知県 ひまわり牛乳南国SC（初出場） - 福岡県 九州産業大学（10回目） - 佐賀県 川副クラブ（2回目） - 長崎県 三菱重工長崎（2回目） - 熊本県 大津高校（初出場） - 大分県 新日鐵大分（2回目） - 宮崎県 鵬翔高校（2回目） - 鹿児島県 鹿児島実業高校（2回目） - 沖縄県 三和クラブ（初出場） |

## 試合

### 1回戦
- 大宮アルディージャ 1-0 TDK
- 三菱重工長崎 0-4 中央大学
- FCプリメーロ 1-0 日大山形高校
- 岐阜工業高校 1-2 鹿児島実業高校
- 川副クラブ 0-6 ヴァンフォーレ甲府
- 新日鐵大分 1-3 道都大学
- 順天堂大学 0-1 大塚
- 三和クラブ 1-4 徳島市立高校
- 松下電工伊賀上野 0-5 デンソー
- 前橋育英高校 0-7 筑波大学
- 中京大学 1-4 東京ガス
- 東海大学 0(PK3-0)0 テイヘンズFC
- 香川紫雲FC 1-9 川崎フロンターレ
- 新潟蹴友会 0-2 YKK
- 韮崎アストロス 2-3 ブランメル仙台
- 徳山大学 2-4 関西大学
- 関西学院大学 3（延長）2 静岡産業大学
- 帝人 0-6 国士舘大学
- 石見FC 1-9 モンテディオ山形
- 明治大学 5-0 新日鐵釜石
- 天理大学 2-3 本田技研
- 鵬翔高校 4-1 上田ジェンシャン
- 甲賀クラブ 0-9 大分
- 九州産業大学 1（延長）2 立命館大学
- 教育研究社FC 0-4 アルビレックス新潟
- 阪南大学 3（延長）2 初芝橋本高校
- SC鳥取 0-3 サガン鳥栖
- 栃木SC 3（延長）2 大津高校
- 福山大学 2(PK4-3)2 福井教員
- ソニー仙台 2-1 アステール青森
- 水戸ホーリーホック 4-2 三菱自工水島
- ひまわり牛乳南国SC 2-7 駒澤大学

### 2回戦
- 大宮アルディージャ 2-0 中央大学
- コンサドーレ札幌 1-0 FCプリメーロ
- 鹿児島実業高校 0-7 ヴィッセル神戸
- ヴァンフォーレ甲府 6-1 道都大学
- 大塚 4-2 徳島市立高校
- デンソー 1-3 筑波大学
- 東京ガス 2-0 東海大学
- 川崎フロンターレ 1-0 YKK
- ブランメル仙台 2-1 関西大学
- 関西学院大学 3-1 国士舘大学
- モンテディオ山形 1-0 明治大学
- 本田技研 4-0 鵬翔高校
- 大分 2-1 立命館大学
- アルビレックス新潟 3-1 阪南大学
- サガン鳥栖 4-0 栃木SC
- 京都パープルサンガ 9-0 福山大学
- ソニー仙台 0-5 アビスパ福岡
- 水戸ホーリーホック 4-3 駒澤大学

### 3回戦
- ジュビロ磐田 2-0 大宮アルディージャ
- コンサドーレ札幌 2（延長）1 ヴィッセル神戸
- セレッソ大阪 4-6 ヴァンフォーレ甲府
- 横浜フリューゲルス 4-2 大塚
- 鹿島アントラーズ 3-1 筑波大学
- ベルマーレ平塚 2-1 東京ガス
- サンフレッチェ広島 2-1 川崎フロンターレ
- 横浜マリノス 0-1 ブランメル仙台
- 名古屋グランパスエイト 3-1 関西学院大学
- ガンバ大阪 1-2 モンテディオ山形
- ジェフユナイテッド市原 0-2 本田技研
- ヴェルディ川崎 1-0 大分
- 浦和レッドダイヤモンズ 4-1 アルビレックス新潟
- 柏レイソル 3-1 サガン鳥栖
- 京都パープルサンガ 2（延長）3 アビスパ福岡
- 清水エスパルス 5-0 水戸ホーリーホック

### 4回戦
- ジュビロ磐田 3-2 コンサドーレ札幌
- ヴァンフォーレ甲府 0-3 横浜フリューゲルス
- 鹿島アントラーズ 3-0 ベルマーレ平塚
- サンフレッチェ広島 3-0 ブランメル仙台
- 名古屋グランパスエイト 3-2 モンテディオ山形
- 本田技研 1-3 ヴェルディ川崎
- 浦和レッドダイヤモンズ 3-1 柏レイソル
- アビスパ福岡 2-3 清水エスパルス

### 準々決勝
| #75 | 1998年12月23日 13:00 |

| ジュビロ磐田  | 1 - 2 | 横浜フリューゲルス             |
| 中山雅史 71分 |       | 久保山由清 6分 · 吉田孝行 77分 |

| 神戸総合運動公園ユニバー記念競技場 観客数: 12,336人 |

| #76 | 1998年12月23日 13:00 |

| 鹿島アントラーズ              | 2v - 1 (延長) | サンフレッチェ広島 |
| 本山雅志 77分 · 室井市衛 98分 |               | 吉田康弘 54分      |

| 七北田公園仙台スタジアム 観客数: 18,235人 |

| #77 | 1998年12月23日 13:00 |

| 名古屋グランパスエイト      | 2v - 1 (延長) | ヴェルディ川崎 |
| 89分 (o.g.) · 野口幸司 99分 |               | 三浦知良 4分   |

| 鹿児島県立鴨池陸上競技場 観客数: 5,233人 |

| #78 | 1998年12月23日 13:00 |

| 浦和レッドダイヤモンズ | 0 - 1 | 清水エスパルス |
|                        |       | 澤登正朗 60分  |

| 香川県立丸亀競技場 観客数: 8,033人 |

### 準決勝
| #79 | 1998年12月27日 15:00 |

| 横浜フリューゲルス | 1 - 0 | 鹿島アントラーズ |
| 永井秀樹 3分       |       |                  |

| 大阪市長居スタジアム 観客数: 20,315人 |

| #80 | 1998年12月27日 13:00 |

| 名古屋グランパスエイト | 1 - 2v (延長) | 清水エスパルス                       |
| 小倉隆史 83分          |               | ファビーニョ 10分 · アレックス 100分 |

| 横浜国際総合競技場 観客数: 20,619人 |

### 決勝
決勝に進出したのは、これがクラブ最後の試合となる横浜フリューゲルス（横浜F）と、クラブ初の天皇杯決勝進出となった清水エスパルス（清水）の2チーム。横浜Fは「負けたらチームが消滅」という特別な状況の中、若いメンバーが「勝ち続けることで正直、まだ何か延命する可能性があるのではないか」「自分たちが何かを残さないといけない」というモチベーションを保ちながら決勝戦まで勝ち上がってきた。一方の清水もこの年のリーグ戦は年間通算順位で3位と高い完成度と勢いを持って初の天皇杯獲得を目指していた。両チームは1993年のJリーグ開幕ゲームでも三ツ沢公園球技場で顔を合わせており、横浜Fの（Jリーグクラブとして）最初と最後の試合が同じカードとなる奇遇であった。横浜Fの一員として出場した山口素弘によると開幕戦は2対8でエスパルスサポーターだったのが、この日は6対4でフリューゲルスサポーターの方が多かったと述懐している。
DF薩川了洋を出場停止で欠く横浜Fに対し、序盤から清水が攻勢に出る。前半13分、伊東輝悦のクロスに飛び込んだ澤登正朗のダイビングヘッドで清水が先制する。その後も清水が攻勢を強め幾度も決定機を作るが追加点を奪えず、逆に前半終了間際、山口素弘と永井秀樹のワンツーから山口がDFの裏に浮き球を送ると、これに走り込んだ久保山由清がターンで相手DFを交わしてゴールを決め、前半ラストプレーで横浜Fが追いつく。
これで勢いを取り戻した横浜Fは後半に入ると攻勢を強め、後半28分、後方からのボールを受けた永井秀樹がペナルティエリア内でDFを引きつけてゴール正面の吉田孝行に送って吉田がゴールに流し込み横浜Fが逆転に成功。その後も試合を優勢に進めてリードを守り、横浜Fが第73回大会以来5大会ぶり2度目の優勝を果たし、有終の美を飾った。この時の試合終了時の試合球は山口素弘が持ち帰って現在も保管しているという。
| #81 | 1999年1月1日 13:30 |

| 横浜フリューゲルス              | 2 - 1 | 清水エスパルス |
| 久保山由清 44分 · 吉田孝行 72分 |       | 澤登正朗 13分  |

| 国立霞ヶ丘競技場陸上競技場 観客数: 50,304人 |

| 横浜フリューゲルス |    |              |      |
|                    |    |              |      |
| GK                 | 1  | 楢﨑正剛     |      |
| DF                 | 4  | 佐藤尽       |      |
| DF                 | 7  | 原田武男     |      |
| DF                 | 13 | 前田浩二     |      |
| MF                 | 12 | 波戸康広     |      |
| MF                 | 8  | サンパイオ   |      |
| MF                 | 5  | 山口素弘     |      |
| MF                 | 6  | 三浦淳寛     |      |
| MF                 | 10 | 永井秀樹     |      |
| FW                 | 9  | 吉田孝行     | 83分 |
| FW                 | 22 | 久保山由清   |      |
| 控え:              |    |              |      |
| GK                 | 16 | 佐藤浩       |      |
| MF                 | 2  | 佐藤一樹     |      |
| FW                 | 24 | 氏家英行     |      |
| FW                 | 28 | 大島秀夫     |      |
| FW                 | 29 | アンデルソン | 83分 |
| 監督:              |    |              |      |
| ゲルト・エンゲルス |    |              |      |

| 清水エスパルス       |    |              |           |
|                      |    |              |           |
| GK                   | 1  | 真田雅則     |           |
| DF                   | 11 | 森岡隆三     |           |
| DF                   | 2  | 斉藤俊秀     |           |
| DF                   | 14 | 戸田和幸     |           |
| MF                   | 3  | 安藤正裕     |           |
| MF                   | 5  | サントス     | 76分      |
| MF                   | 7  | 伊東輝悦     |           |
| MF                   | 25 | 市川大祐     |           |
| MF                   | 10 | 澤登正朗     |           |
| FW                   | 9  | 長谷川健太   | 60分      |
| FW                   | 12 | ファビーニョ |           |
| 控え:                |    |              |           |
| GK                   | 16 | 中原幸司     |           |
| DF                   | 19 | 西澤淳二     |           |
| MF                   | 6  | 大榎克己     | 76分 89分 |
| MF                   | 17 | アレックス   | 60分      |
| FW                   | 26 | 平松康平     | 89分      |
| 監督:                |    |              |           |
| スティーブ・ペリマン |    |              |           |